# 圣洛朗迪帕普
圣洛朗迪帕普（法語：Saint-Laurent-du-Pape，法語發音：[sɛ̃ loʁɑ̃ dy pap]）是法国阿尔代什省的一个市镇，属于普里瓦区。

## 地理
圣洛朗迪帕普（44°49'24"N, 4°46'0"E）面积20.1 平方千米，位于法国奥弗涅-罗讷-阿尔卑斯大区阿尔代什省，该省份为法国东南部内陆省份，北起顺时针与卢瓦尔省、伊泽尔省、德龙省、沃克吕兹省、加尔省、洛泽尔省和上盧瓦爾省接壤。
与圣洛朗迪帕普接壤的市镇（或旧市镇、城区）包括：博沙斯泰勒、吉亚克和布吕扎克、龙蓬、圣谢尔热拉塞尔、埃里约河畔圣福蒂纳、罗讷河畔拉武尔特。

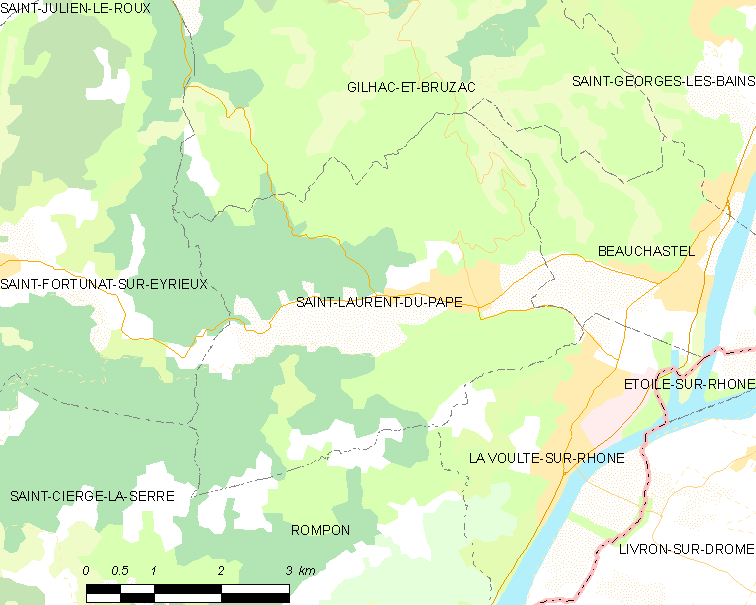
圣洛朗迪帕普的OSM定位图

圣洛朗迪帕普的时区为UTC+01:00、UTC+02:00（夏令时）。

## 行政
圣洛朗迪帕普的邮政编码为07800，INSEE市镇编码为07261。

## 政治
圣洛朗迪帕普所属的省级选区为罗讷-埃里约县。

## 人口

1962-2008年间圣洛朗迪帕普人口变化图示

圣洛朗迪帕普于2022年1月1日时的人口数量为1617人。